# Collegio elettorale di Levanto (Regno di Sardegna)
Il collegio elettorale di Levanto è stato un collegio elettorale uninominale del Regno di Sardegna nell'allora provincia di Genova. Fu istituito con il Regio editto del 17 marzo 1848 e comprendeva i mandamenti di Levanto e Godano.

## Dati elettorali
Nel collegio si svolsero votazioni per sei legislature.
Per le elezioni relative alla settima legislatura Levanto era inserito nel collegio di Spezia; il collegio fu invece ripristinato per le elezioni dell'ottava legislatura, prima del Regno d'Italia.

### I legislatura
Le votazioni si svolsero in 222 collegi uninominali a doppio turno. Come previsto dal decreto n. 680 del 17 marzo 1848, era eletto al primo turno il candidato che «riunisce in suo favore più del terzo dei voti del total numero dei membri componenti il collegio e più della metà dei suffragi dati dai votanti presenti all'adunanza» (art. 92). Se nessun candidato era eletto, al ballottaggio tra i due candidati con più voti era eletto chi otteneva il maggior numero di voti (art. 93) o, in caso di ugual numero di voti, il maggiore d'età (art. 94).
| Partito                            | Partito                            | Candidato                          | Primo turno 27 aprile 1848 | Primo turno 27 aprile 1848 | Ballottaggio 29 aprile 1848 | Ballottaggio 29 aprile 1848 |
| Partito                            | Partito                            | Candidato                          | Voti                       | %                          | Voti                        | %                           |
| ---------------------------------- | ---------------------------------- | ---------------------------------- | -------------------------- | -------------------------- | --------------------------- | --------------------------- |
|                                    | —                                  | Francesco Sauli                    | 74                         | 61,67                      | 91                          | 58,33                       |
|                                    | —                                  | Paolo Farina                       | 46                         | 38,33                      | 65                          | 41,67                       |
|                                    |                                    |                                    |                            |                            |                             |                             |
| Iscritti                           | Iscritti                           | Iscritti                           | 305                        | 100,00                     | 305                         | 100,00                      |
| ↳ Votanti (% su iscritti)          | ↳ Votanti (% su iscritti)          | ↳ Votanti (% su iscritti)          | 161                        | 52,79                      | 156                         | 51,15                       |
| ↳ Voti validi (% su votanti)       | ↳ Voti validi (% su votanti)       | ↳ Voti validi (% su votanti)       | 120                        | 74,53                      | 156                         | 100,00                      |
| ↳ Schede non valide (% su votanti) | ↳ Schede non valide (% su votanti) | ↳ Schede non valide (% su votanti) | 41                         | 25,47                      | 0                           | 0,00                        |
| ↳ Astenuti (% su iscritti)         | ↳ Astenuti (% su iscritti)         | ↳ Astenuti (% su iscritti)         | 144                        | 47,21                      | 149                         | 48,85                       |

### II legislatura
Le votazioni si svolsero in 222 collegi uninominali a doppio turno con la stessa normativa precedente (al primo turno un numero di voti maggiore di un terzo degli iscritti).
| Partito                            | Partito                            | Candidato                          | Primo turno 22 gennaio 1849 | Primo turno 22 gennaio 1849 | Ballottaggio 24 gennaio 1849 | Ballottaggio 24 gennaio 1849 |
| Partito                            | Partito                            | Candidato                          | Voti                        | %                           | Voti                         | %                            |
| ---------------------------------- | ---------------------------------- | ---------------------------------- | --------------------------- | --------------------------- | ---------------------------- | ---------------------------- |
|                                    | —                                  | Camillo Corradi                    | 48                          | 81,36                       | 56                           | 82,35                        |
|                                    | —                                  | Francesco Antonio Novara           | 11                          | 18,64                       | 12                           | 17,65                        |
|                                    |                                    |                                    |                             |                             |                              |                              |
| Iscritti                           | Iscritti                           | Iscritti                           | 305                         | 100,00                      | 305                          | 100,00                       |
| ↳ Votanti (% su iscritti)          | ↳ Votanti (% su iscritti)          | ↳ Votanti (% su iscritti)          | 86                          | 28,20                       | 68                           | 22,30                        |
| ↳ Voti validi (% su votanti)       | ↳ Voti validi (% su votanti)       | ↳ Voti validi (% su votanti)       | 59                          | 68,60                       | 68                           | 100,00                       |
| ↳ Schede non valide (% su votanti) | ↳ Schede non valide (% su votanti) | ↳ Schede non valide (% su votanti) | 27                          | 31,40                       | 0                            | 0,00                         |
| ↳ Astenuti (% su iscritti)         | ↳ Astenuti (% su iscritti)         | ↳ Astenuti (% su iscritti)         | 219                         | 71,80                       | 237                          | 77,70                        |

### III legislatura
Le votazioni si svolsero in 204 collegi uninominali a doppio turno con la normativa del 1848 (al primo turno un numero di voti maggiore di un terzo degli iscritti).
| Partito                            | Partito                            | Candidato                          | Primo turno 15 luglio 1849 | Primo turno 15 luglio 1849 | Ballottaggio 22 luglio 1849 | Ballottaggio 22 luglio 1849 |
| Partito                            | Partito                            | Candidato                          | Voti                       | %                          | Voti                        | %                           |
| ---------------------------------- | ---------------------------------- | ---------------------------------- | -------------------------- | -------------------------- | --------------------------- | --------------------------- |
|                                    | —                                  | Paolo Farina                       | 69                         | 62,73                      | 90                          | 52,02                       |
|                                    | —                                  | Francesco Sauli                    | 41                         | 37,27                      | 83                          | 47,98                       |
|                                    |                                    |                                    |                            |                            |                             |                             |
| Iscritti                           | Iscritti                           | Iscritti                           | 412                        | 100,00                     | 412                         | 100,00                      |
| ↳ Votanti (% su iscritti)          | ↳ Votanti (% su iscritti)          | ↳ Votanti (% su iscritti)          | 139                        | 33,74                      | 173                         | 41,99                       |
| ↳ Voti validi (% su votanti)       | ↳ Voti validi (% su votanti)       | ↳ Voti validi (% su votanti)       | 110                        | 79,14                      | 173                         | 100,00                      |
| ↳ Schede non valide (% su votanti) | ↳ Schede non valide (% su votanti) | ↳ Schede non valide (% su votanti) | 29                         | 20,86                      | 0                           | 0,00                        |
| ↳ Astenuti (% su iscritti)         | ↳ Astenuti (% su iscritti)         | ↳ Astenuti (% su iscritti)         | 273                        | 66,26                      | 239                         | 58,01                       |

L'onorevole Farina era stato eletto anche nel collegio di Tortona; decise di rimettere al sorteggio la scelta del collegio da rappresentare. Rimase deputato di Tortona il 27 agosto 1849. Il collegio fu riconvocato.
| Partito                            | Partito                            | Candidato                          | Primo turno 16 settembre 1849 | Primo turno 16 settembre 1849 | Ballottaggio 23 settembre 1849 | Ballottaggio 23 settembre 1849 |
| Partito                            | Partito                            | Candidato                          | Voti                          | %                             | Voti                           | %                              |
| ---------------------------------- | ---------------------------------- | ---------------------------------- | ----------------------------- | ----------------------------- | ------------------------------ | ------------------------------ |
|                                    | —                                  | Paolo Francesco Staglieno          | 63                            | 88,73                         | 85                             | 94,44                          |
|                                    | —                                  | Sebastiano Rebizzo                 | 8                             | 11,27                         | 5                              | 5,56                           |
|                                    |                                    |                                    |                               |                               |                                |                                |
| Iscritti                           | Iscritti                           | Iscritti                           | 412                           | 100,00                        | 412                            | 100,00                         |
| ↳ Votanti (% su iscritti)          | ↳ Votanti (% su iscritti)          | ↳ Votanti (% su iscritti)          | 84                            | 20,39                         | 93                             | 22,57                          |
| ↳ Voti validi (% su votanti)       | ↳ Voti validi (% su votanti)       | ↳ Voti validi (% su votanti)       | 71                            | 84,52                         | 90                             | 96,77                          |
| ↳ Schede non valide (% su votanti) | ↳ Schede non valide (% su votanti) | ↳ Schede non valide (% su votanti) | 13                            | 15,48                         | 3                              | 3,23                           |
| ↳ Astenuti (% su iscritti)         | ↳ Astenuti (% su iscritti)         | ↳ Astenuti (% su iscritti)         | 328                           | 79,61                         | 319                            | 77,43                          |

### IV legislatura
Le votazioni si svolsero in 204 collegi uninominali a doppio turno con la normativa del 1848 (al primo turno un numero di voti maggiore di un terzo degli iscritti).
| Partito                            | Partito                            | Candidato                          | Primo turno 9 dicembre 1849 | Primo turno 9 dicembre 1849 | Ballottaggio 13 dicembre 1849 | Ballottaggio 13 dicembre 1849 |
| Partito                            | Partito                            | Candidato                          | Voti                        | %                           | Voti                          | %                             |
| ---------------------------------- | ---------------------------------- | ---------------------------------- | --------------------------- | --------------------------- | ----------------------------- | ----------------------------- |
|                                    | —                                  | Francesco Sauli                    | 59                          | 74,68                       | 106                           | 62,35                         |
|                                    | —                                  | Paolo Farina                       | 20                          | 25,32                       | 64                            | 37,65                         |
|                                    |                                    |                                    |                             |                             |                               |                               |
| Iscritti                           | Iscritti                           | Iscritti                           | 412                         | 100,00                      | 412                           | 100,00                        |
| ↳ Votanti (% su iscritti)          | ↳ Votanti (% su iscritti)          | ↳ Votanti (% su iscritti)          | 103                         | 25,00                       | 171                           | 41,50                         |
| ↳ Voti validi (% su votanti)       | ↳ Voti validi (% su votanti)       | ↳ Voti validi (% su votanti)       | 79                          | 76,70                       | 170                           | 99,42                         |
| ↳ Schede non valide (% su votanti) | ↳ Schede non valide (% su votanti) | ↳ Schede non valide (% su votanti) | 24                          | 23,30                       | 1                             | 0,58                          |
| ↳ Astenuti (% su iscritti)         | ↳ Astenuti (% su iscritti)         | ↳ Astenuti (% su iscritti)         | 309                         | 75,00                       | 241                           | 58,50                         |

L'onorevole Sauli fu nominato ministro residente presso la Corte di Toscana, il 26 dicembre 1852, e conseguentemente decadde dalla carica di deputato. Il collegio fu riconvocato.
| Partito                            | Partito                            | Candidato                          | Primo turno 23 gennaio 1853 | Primo turno 23 gennaio 1853 | Ballottaggio 27 gennaio 1853 | Ballottaggio 27 gennaio 1853 |
| Partito                            | Partito                            | Candidato                          | Voti                        | %                           | Voti                         | %                            |
| ---------------------------------- | ---------------------------------- | ---------------------------------- | --------------------------- | --------------------------- | ---------------------------- | ---------------------------- |
|                                    | —                                  | Lorenzo Montale                    | 96                          | 58,18                       | 95                           | 67,38                        |
|                                    | —                                  | Giulio Rezasco                     | 69                          | 41,82                       | 46                           | 32,62                        |
|                                    |                                    |                                    |                             |                             |                              |                              |
| Iscritti                           | Iscritti                           | Iscritti                           | 441                         | 100,00                      | 441                          | 100,00                       |
| ↳ Votanti (% su iscritti)          | ↳ Votanti (% su iscritti)          | ↳ Votanti (% su iscritti)          | 169                         | 38,32                       | 141                          | 31,97                        |
| ↳ Voti validi (% su votanti)       | ↳ Voti validi (% su votanti)       | ↳ Voti validi (% su votanti)       | 165                         | 97,63                       | 141                          | 100,00                       |
| ↳ Schede non valide (% su votanti) | ↳ Schede non valide (% su votanti) | ↳ Schede non valide (% su votanti) | 4                           | 2,37                        | 0                            | 0,00                         |
| ↳ Astenuti (% su iscritti)         | ↳ Astenuti (% su iscritti)         | ↳ Astenuti (% su iscritti)         | 272                         | 61,68                       | 300                          | 68,03                        |

La seconda sezione del Collegio (Godano) non poté procedere al ballottaggio a causa del pessimo tempo del giorno 28. L'ufficio principale, nonostante ciò, proclamò deputato il gen. Montale. — La Camera annullò l'elezione il 5 febbraio 1853. Il collegio fu riconvocato. 
| Partito                            | Partito                            | Candidato                          | Primo turno 6 marzo 1853 | Primo turno 6 marzo 1853 | Ballottaggio 10 marzo 1853 | Ballottaggio 10 marzo 1853 |
| Partito                            | Partito                            | Candidato                          | Voti                     | %                        | Voti                       | %                          |
| ---------------------------------- | ---------------------------------- | ---------------------------------- | ------------------------ | ------------------------ | -------------------------- | -------------------------- |
|                                    | —                                  | Lorenzo Montale                    | 111                      | 64,16                    | 149                        | 68,66                      |
|                                    | —                                  | Giulio Rezasco                     | 62                       | 35,84                    | 68                         | 31,34                      |
|                                    |                                    |                                    |                          |                          |                            |                            |
| Iscritti                           | Iscritti                           | Iscritti                           | 441                      | 100,00                   | 441                        | 100,00                     |
| ↳ Votanti (% su iscritti)          | ↳ Votanti (% su iscritti)          | ↳ Votanti (% su iscritti)          | 180                      | 40,82                    | 217                        | 49,21                      |
| ↳ Voti validi (% su votanti)       | ↳ Voti validi (% su votanti)       | ↳ Voti validi (% su votanti)       | 173                      | 96,11                    | 217                        | 100,00                     |
| ↳ Schede non valide (% su votanti) | ↳ Schede non valide (% su votanti) | ↳ Schede non valide (% su votanti) | 7                        | 3,89                     | 0                          | 0,00                       |
| ↳ Astenuti (% su iscritti)         | ↳ Astenuti (% su iscritti)         | ↳ Astenuti (% su iscritti)         | 261                      | 59,18                    | 224                        | 50,79                      |

Il 19 marzo 1853 la Camera ordinò un'inchiesta su fatti denunciati, relativi a inesattezze delle liste elettorali, ed altro. Parte delle denunce si rivelò esatta e l'elezione fu annullata il 27 aprile 1553. Il collegio fu riconvocato. 
| Partito                            | Partito                            | Candidato                          | Primo turno 22 maggio 1853 | Primo turno 22 maggio 1853 | Ballottaggio 29 maggio 1853 | Ballottaggio 29 maggio 1853 |
| Partito                            | Partito                            | Candidato                          | Voti                       | %                          | Voti                        | %                           |
| ---------------------------------- | ---------------------------------- | ---------------------------------- | -------------------------- | -------------------------- | --------------------------- | --------------------------- |
|                                    | —                                  | Lorenzo Montale                    | 93                         | 72,09                      | 143                         | 69,42                       |
|                                    | —                                  | Giulio Rezasco                     | 36                         | 27,91                      | 63                          | 30,58                       |
|                                    |                                    |                                    |                            |                            |                             |                             |
| Iscritti                           | Iscritti                           | Iscritti                           | 443                        | 100,00                     | 443                         | 100,00                      |
| ↳ Votanti (% su iscritti)          | ↳ Votanti (% su iscritti)          | ↳ Votanti (% su iscritti)          | 133                        | 30,02                      | 210                         | 47,40                       |
| ↳ Voti validi (% su votanti)       | ↳ Voti validi (% su votanti)       | ↳ Voti validi (% su votanti)       | 129                        | 96,99                      | 206                         | 98,10                       |
| ↳ Schede non valide (% su votanti) | ↳ Schede non valide (% su votanti) | ↳ Schede non valide (% su votanti) | 4                          | 3,01                       | 4                           | 1,90                        |
| ↳ Astenuti (% su iscritti)         | ↳ Astenuti (% su iscritti)         | ↳ Astenuti (% su iscritti)         | 310                        | 69,98                      | 233                         | 52,60                       |

### V legislatura
Le votazioni si svolsero in 204 collegi uninominali a doppio turno con la normativa del 1848 (al primo turno un numero di voti maggiore di un terzo degli iscritti).
| Partito                            | Partito                            | Candidato                          | Primo turno 8 dicembre 1853 | Primo turno 8 dicembre 1853 | Ballottaggio 11 dicembre 1853 | Ballottaggio 11 dicembre 1853 |
| Partito                            | Partito                            | Candidato                          | Voti                        | %                           | Voti                          | %                             |
| ---------------------------------- | ---------------------------------- | ---------------------------------- | --------------------------- | --------------------------- | ----------------------------- | ----------------------------- |
|                                    | —                                  | Paolo Farina                       | 77                          | 60,63                       | 139                           | 67,15                         |
|                                    | —                                  | Lorenzo Gando                      | 50                          | 39,37                       | 68                            | 32,85                         |
|                                    |                                    |                                    |                             |                             |                               |                               |
| Iscritti                           | Iscritti                           | Iscritti                           | 443                         | 100,00                      | 443                           | 100,00                        |
| ↳ Votanti (% su iscritti)          | ↳ Votanti (% su iscritti)          | ↳ Votanti (% su iscritti)          | 130                         | 29,35                       | 208                           | 46,95                         |
| ↳ Voti validi (% su votanti)       | ↳ Voti validi (% su votanti)       | ↳ Voti validi (% su votanti)       | 127                         | 97,69                       | 207                           | 99,52                         |
| ↳ Schede non valide (% su votanti) | ↳ Schede non valide (% su votanti) | ↳ Schede non valide (% su votanti) | 3                           | 2,31                        | 1                             | 0,48                          |
| ↳ Astenuti (% su iscritti)         | ↳ Astenuti (% su iscritti)         | ↳ Astenuti (% su iscritti)         | 313                         | 70,65                       | 235                           | 53,05                         |

### VI legislatura
Le votazioni si svolsero in 204 collegi uninominali a doppio turno dopo la modifica dei collegi della Sardegna nel 1856; venne applicata la normativa del 1848 (al primo turno un numero di voti maggiore di un terzo degli iscritti).
| Partito                            | Partito                            | Candidato                          | Primo turno 15 novembre 1857 | Primo turno 15 novembre 1857 | Ballottaggio 18 novembre 1857 | Ballottaggio 18 novembre 1857 |
| Partito                            | Partito                            | Candidato                          | Voti                         | %                            | Voti                          | %                             |
| ---------------------------------- | ---------------------------------- | ---------------------------------- | ---------------------------- | ---------------------------- | ----------------------------- | ----------------------------- |
|                                    | —                                  | Filippo Ollandini                  | 92                           | 35,38                        | 169                           | 52,16                         |
|                                    | —                                  | Giacinto Massola                   | 117                          | 45,00                        | 155                           | 47,84                         |
|                                    | —                                  | Lorenzo Gando                      | 51                           | 19,62                        |                               |                               |
|                                    |                                    |                                    |                              |                              |                               |                               |
| Iscritti                           | Iscritti                           | Iscritti                           | 460                          | 100,00                       | 460                           | 100,00                        |
| ↳ Votanti (% su iscritti)          | ↳ Votanti (% su iscritti)          | ↳ Votanti (% su iscritti)          | 265                          | 57,61                        | 331                           | 71,96                         |
| ↳ Voti validi (% su votanti)       | ↳ Voti validi (% su votanti)       | ↳ Voti validi (% su votanti)       | 260                          | 98,11                        | 324                           | 97,89                         |
| ↳ Schede non valide (% su votanti) | ↳ Schede non valide (% su votanti) | ↳ Schede non valide (% su votanti) | 5                            | 1,89                         | 7                             | 2,11                          |
| ↳ Astenuti (% su iscritti)         | ↳ Astenuti (% su iscritti)         | ↳ Astenuti (% su iscritti)         | 195                          | 42,39                        | 129                           | 28,04                         |

Il 15 gennaio 1858 la Camera deliberò un'inchiesta parlamentare per le accuse di corruzione e pressioni (da parte anche dei carabinieri) esercitate a favore di Ollandini. Dato che le accuse furono dimostrate come vere, il 2 giugno 1858 la Camera,  annullava l'elezione. Il collegio fu riconvocato.
| Partito                            | Partito                            | Candidato                          | Risultati 11 luglio 1858 | Risultati 11 luglio 1858 |
| Partito                            | Partito                            | Candidato                          | Voti                     | %                        |
| ---------------------------------- | ---------------------------------- | ---------------------------------- | ------------------------ | ------------------------ |
|                                    | —                                  | Filippo Ollandini                  | 180                      | 76,27                    |
|                                    | —                                  | Giacinto Massola                   | 56                       | 23,73                    |
|                                    |                                    |                                    |                          |                          |
| Iscritti                           | Iscritti                           | Iscritti                           | 503                      | 100,00                   |
| ↳ Votanti (% su iscritti)          | ↳ Votanti (% su iscritti)          | ↳ Votanti (% su iscritti)          | 248                      | 49,30                    |
| ↳ Voti validi (% su votanti)       | ↳ Voti validi (% su votanti)       | ↳ Voti validi (% su votanti)       | 236                      | 95,16                    |
| ↳ Schede non valide (% su votanti) | ↳ Schede non valide (% su votanti) | ↳ Schede non valide (% su votanti) | 12                       | 4,84                     |
| ↳ Astenuti (% su iscritti)         | ↳ Astenuti (% su iscritti)         | ↳ Astenuti (% su iscritti)         | 255                      | 50,70                    |

L'onorevole Ollandini fu promosso tenente colonnello il 12 luglio 1859 e conseguentemente decadde dalla carica. Il collegio fu riconvocato. 
| Partito                            | Partito                            | Candidato                          | Primo turno 7 agosto 1859 | Primo turno 7 agosto 1859 | Ballottaggio 14 agosto 1859 | Ballottaggio 14 agosto 1859 |
| Partito                            | Partito                            | Candidato                          | Voti                      | %                         | Voti                        | %                           |
| ---------------------------------- | ---------------------------------- | ---------------------------------- | ------------------------- | ------------------------- | --------------------------- | --------------------------- |
|                                    | —                                  | Filippo Ollandini                  | 132                       | 85,16                     | 136                         | 91,28                       |
|                                    | —                                  | Domenico Berti                     | 23                        | 14,84                     | 13                          | 8,72                        |
|                                    |                                    |                                    |                           |                           |                             |                             |
| Iscritti                           | Iscritti                           | Iscritti                           | 495                       | 100,00                    | 495                         | 100,00                      |
| ↳ Votanti (% su iscritti)          | ↳ Votanti (% su iscritti)          | ↳ Votanti (% su iscritti)          | 165                       | 33,33                     | 153                         | 30,91                       |
| ↳ Voti validi (% su votanti)       | ↳ Voti validi (% su votanti)       | ↳ Voti validi (% su votanti)       | 155                       | 93,94                     | 149                         | 97,39                       |
| ↳ Schede non valide (% su votanti) | ↳ Schede non valide (% su votanti) | ↳ Schede non valide (% su votanti) | 10                        | 6,06                      | 4                           | 2,61                        |
| ↳ Astenuti (% su iscritti)         | ↳ Astenuti (% su iscritti)         | ↳ Astenuti (% su iscritti)         | 330                       | 66,67                     | 342                         | 69,09                       |

L'elezione non fu riferita per la sopravvenuta chiusura della legislatura.